# Sykesville (Maryland)
Sykesville és una població dels Estats Units a l'estat de Maryland. Segons el cens del 2000 tenia 4.197 habitants.

## Demografia
Segons el cens del 2000, Sykesville tenia 4.197 habitants, 1.390 habitatges, i 1.025 famílies. La densitat de població era de 1.012,8 habitants per km².
Dels 1.390 habitatges en un 48,6% hi vivien nens de menys de 18 anys, en un 59,7% hi vivien parelles casades, en un 10,8% dones solteres, i en un 26,2% no eren unitats familiars. En el 20,4% dels habitatges hi vivien persones soles el 3,8% de les quals corresponia a persones de 65 anys o més que vivien soles. El nombre mitjà de persones vivint en cada habitatge era de 2,84 i el nombre mitjà de persones que vivien en cada família era de 3,33.
Per edats la població es repartia de la següent manera: un 32% tenia menys de 18 anys, un 5,1% entre 18 i 24, un 37,8% entre 25 i 44, un 15,7% de 45 a 60 i un 9,3% 65 anys o més.
L'edat mediana era de 34 anys. Per cada 100 dones de 18 o més anys hi havia 86,9 homes.
La renda mediana per habitatge era de 66.551 $ i la renda mediana per família de 75.758 $. Els homes tenien una renda mediana de 50.146 $ mentre que les dones 35.669 $. La renda per capita de la població era de 24.395 $. Entorn del 2,4% de les famílies i el 3,5% de la població estaven per davall del llindar de pobresa.

## Poblacions més properes
El següent diagrama mostra les poblacions més properes.